# Phillips 66ers
I Phillips 66ers sono stati una squadra di pallacanestro con sede a Bartlesville in Oklahoma, attiva fra il 1919 e il 1968. Di proprietà della Phillips Petroleum Company, nel suo palmarès figurano 11 campionati Amateur Athletic Association e altrettante edizioni della National Industrial Basketball League.

## Storia
La squadra nacque subito dopo la fine della prima guerra mondiale. Nel 1919, infatti, alcuni dei più giovani fra i dipendenti della Phillips Petroleum Company iniziarono a giocare a basket per volere del proprietario, Frank Phillips. In breve tempo una piccola squadretta locale dell'Oklahoma divenne una fra le più popolari squadre degli Stati Uniti. Nel 1929 divenne allenatore della squadra Louis Wilke, che verrà eletto fra i membri del Naismith Memorial Basketball Hall of Fame nel 1983.
I 66ers vinsero il primo titolo Amateur Athletic Association nel 1940. Furono anni durante i quali la squadra crebbe sempre di più di importanza: alle Olimpiadi del 1948 erano 5 i giocatori dei 66ers a far parte della Nazionale statunitense vincitrice dell'oro olimpico.
Molti dei giocatori della squadra ebbero successo come manager nella stessa azienda, al termine della carriera cestistica. Quattro di essi divennero presidenti della Phillips Petroleum Company; fra di essi figura anche Paul Endacott, eletto nel Hall of Fame nel 1972. 
Nella loro storia i 66ers hanno vinto 1.543 perdendone solamente 271.

## Palmarès
- AAU National Tournament: 11 (1939-1940, 1942-1943, 1943-1944, 1944-1945, 1945-1946, 1946-1947, 1947-1948, 1949-1950, 1961-1962)
- National Industrial Basketball League: 11 (1948-1949, 1949-1950, 1950-1951, 1951-1952, 1952-1953, 1953-1954, 1954-1955, 1955-1956, 1956-1957, 1957-1958, 1959-1960)